# Deepwater Millennium
Deepwater Millennium — динамически позиционируемое буровое судно 5-го поколения, владеемое компанией Transocean.

## История
Судно изначально строилось компанией Samsung Heavy Industries (Южная Корея) по заказу R&B Falcon. В 1999 году строительство судна было завершено. В 2001 году R&B Falcon была поглощена компанией Transocean Sedco-Forex (прежнее наименование компании Transocean).

## Характеристики судна
Судно — динамически позиционируемое. Может проводить буровые работы на глубинах до 10 000 футов и бурить скважины до 30 000 футов.

## Текущее местоположение
По состоянию на 3 мая 2010 года проводит буровые работы по заказу компании Anadarko в Бразилии. Стоимость аренды судна составляет $495 000 в день. С 10 мая 2010 года стоимость аренды возросла до $568 000 в день.